# Diskografie Shakiry
Diskografie Shakiry, kolumbijské latino-popové zpěvačky a skladatelky, se skládá především z pěti studiových, tří kompilačních a tří živých alb. Shakira také vydala třicet dva singlů, natočila pětatřicet videoklipů a také vydala dvě hudební DVD.
Shakira napsala svou první píseň, když jí bylo osm let, a v pozdějších letech získala několik uznání prostřednictvím různých akcí ve svém rodném městě Barranquilla. V roce 1991 ve věku třinácti let vydala své debutové album Magia. Obsahuje čtyři singly včetně singlu "Magia", alba se prodalo 1200 kopií. V roce 1993 bylo vydáno druhé album Peligro, které sloužilo spíše propagaci. Přestože toto album bylo lepší než album Magia, bylo považováno za komerční neúspěch.
Shakira v lednu 1994 vydala singl "¿Dónde estás Corazón?", který dosáhl nejvyšší úrovně číslem #5 v Billboard Hot Latin Tracks. Pak následovalo Shakiřino první oficiální španělské studiové album Pies descalzos, které bylo vydáno 13. února 1996. Debutovalo s číslem #1 v 8 různých zemích a chlubí se 4 miliony prodaných kopií po celém světě. Nicméně v USA Billboard 200 album dosáhlo svého vrcholu s pozici #180 a také s pozici #5 v USA Billboard Top Latin Albums. Album obsahuje další hit-singly: "Estoy Aqui", "Pies Descalzos, Sueños Blancos", "Un Poco de Amor", "Antología" a "Quiere Se, Se Mata". Dne 21. října 1997 bylo vydáno The Remixes, Shakiříno první remixové album.
Celkem bylo prodáno více než 60 milionů kusů jejích alb.

### Další alba

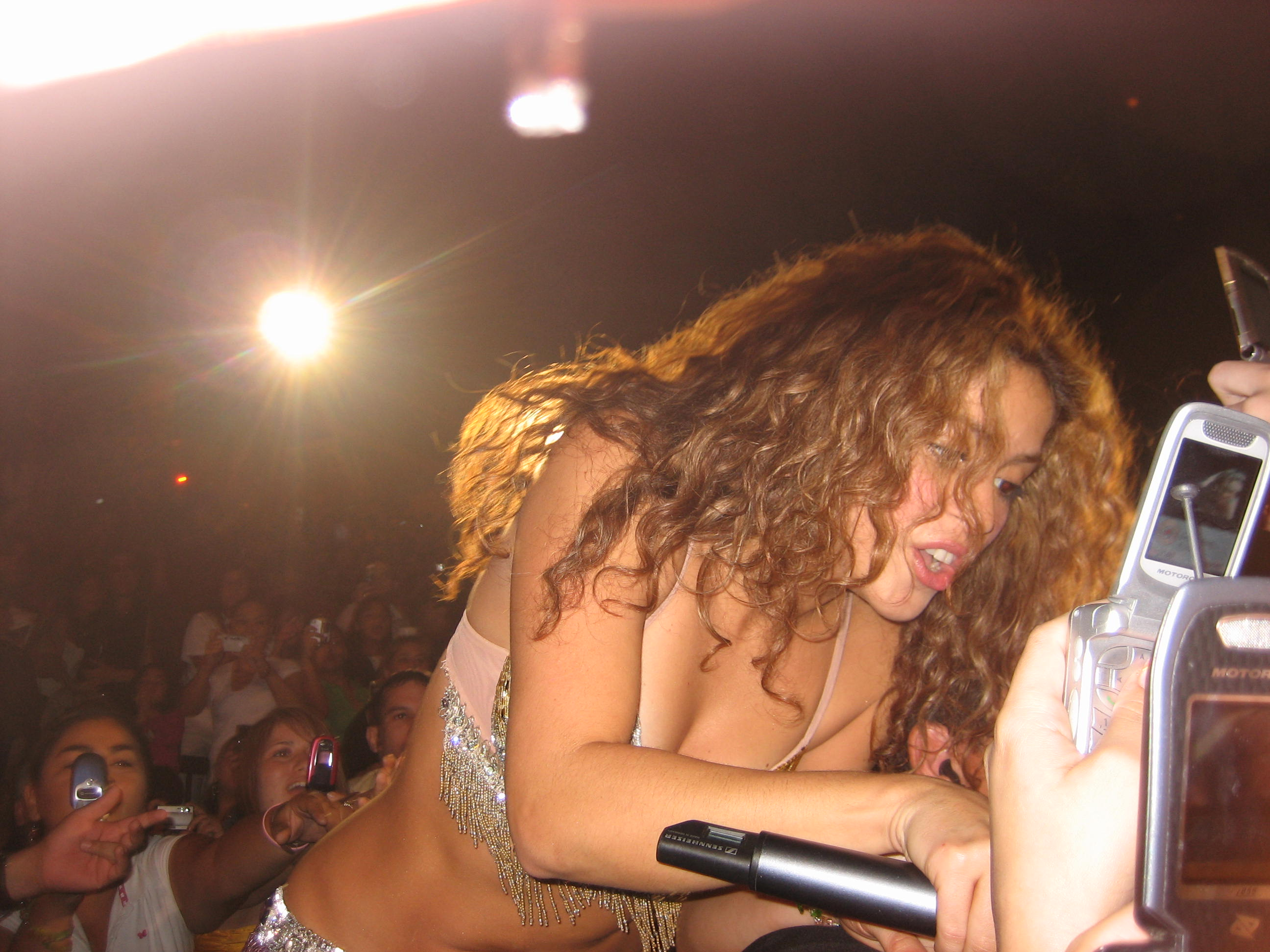
Shakira, koncert v roce 2006

## Alba

### Studiová alba
| Rok  | Informace | Umístění ve světě | Umístění ve světě | Umístění ve světě | Umístění ve světě | Umístění ve světě | Umístění ve světě | Umístění ve světě | Umístění ve světě | Umístění ve světě | Certifikace | Prodej                                                          |
| Rok  | Informace | US                | US Latin          | SPA               | GER               | MEX               | UK                | AUS               | AT                | NL                | Certifikace | Prodej                                                          |
| ---- | --- | ----------------- | ----------------- | ----------------- | ----------------- | ----------------- | ----------------- | ----------------- | ----------------- | ----------------- | --- | --------------------------------------------------------------- |
| 1996 | Pies descalzos - první španělské studiové album . - vydano: 13. listopadu 2001 - Label: Sony Music Colombia - Format: CD, kazeta    | 180               | 5                 | 9                 | 79                | 1                 | -                 | -                 | -                 | -                 | - RIAA: Platinum - ARG: 2× Platinum                                                                                   | - Celosvětově: 4,000,000.                                       |
| 1998 | ¿Dónde están los ladrones? - druhé španělské studiové album.. - vydano: 29. září 1998 - Label: Columbia - Format: CD, kazeta        | 131               | 1                 | 1                 | 54                | 1                 | -                 | -                 | -                 | -                 | - RIAA: Platinum - MEX: 2× Platinum - ARG: 4× Platinum - ESP: Platinum                                                | - Celosvětově: 7,000,000                                        |
| 2001 | Laundry Service - první anglické studiové album . - vydano: 13. listopadu 2001 - Label: Columbia - Format: CD                       | 3                 | 1                 | 1                 | 2                 | 1                 | 2                 | 1                 | 1                 | 1                 | - RIAA: 3× Platinum - BPI: 2× Platinum - CRIA: 5× Platinum - IFPI: 4× Platinum - ARIA: 5× Platinum - MEX: 2× Platinum | - Celosvětově: 13,000,000 - Kanada: 500,000 - Evropa: 4,991,000 |
| 2005 | Fijación Oral vol. 1 - třetí španělské studiové album. - vydano: 3. června 2005 - Label: Epic - Format: CD, Digitální stahování     | 4                 | 1                 | 1                 | 1                 | 1                 | 118               | -                 | 2                 | 6                 | - RIAA: 11× Platinum (Latin) - RIAA: 2× Platinum - IFPI: Platinum - MEX: 3× Platinum - ARG: 3× Platinum               | - Celosvětově: 4,000,000 - Evropa: 1,018,500                    |
| 2005 | Oral Fixation Vol. 2 - druhé anglické studiové album . - vydano: 28. listopadu 2005 - Label: Epic - Format: CD, Digitální stahování | 5                 | -                 | 1                 | 4                 | 1                 | 12                | 9                 | 6                 | 2                 | - RIAA: Platinum - BPI: Platinum - CRIA: 2× Platinum - IFPI: Platinum - ARIA: Gold - MEX: 3× Gold                     | - Celosvětově: 8.000.000 - Kanada: 200,000 - Evropa: 1,655,000  |